# آنگلبورگ
آنگلبورگ (به آلمانی: Angelburg) یک شهر در آلمان است که در ماربورگ-بیدنکپف واقع شده‌است. آنگلبورگ ۳٬۶۵۹ نفر جمعیت دارد.